# Dicranomyia sparsa
Dicranomyia sparsa är en tvåvingeart som beskrevs av Alexander 1924. Dicranomyia sparsa ingår i släktet Dicranomyia och familjen småharkrankar. Inga underarter finns listade i Catalogue of Life.